# Le Shundra Nathan
Le Shundra Nathan, född 20 april 1968, är en amerikansk före detta friidrottare som tävlade i mångkamp.
Nathans främsta merit är hennes guldmedalj i femkamp vid inomhus-VM 1999. I femkamp blev hon sjua vid inomhus-VM 1997 och åtta vid inomhus-VM 1993.
I sjukamp slutade hon sjua vid både VM 1997 och VM 2001. Hon blev åtta vid VM 1995 och slutade nia vid Olympiska sommarspelen 2000.

## Personliga rekord
- Femkamp - 4 753 poäng från 1999
- Sjukamp - 6 577 poäng från 1999